# Colette Thomas (natation)
Pour les articles homonymes, voir Colette Thomas.
Colette Thomas est une nageuse française née le 10 février 1929 à Paris et morte le 31 mars 2001 à Antony.

## Biographie

### Carrière de nageuse
Colette Thomas apprend à nager au Club Des Mouettes et à lire au même moment.
Elle est membre de l'équipe de France aux Jeux olympiques d'été de 1948, aux Jeux olympiques d'été de 1952 et aux Jeux olympiques d'été de 1956.
Elle est médaillée de bronze sur 400 mètres nage libre aux Championnats d'Europe de natation 1950 à Vienne.
Elle est championne de France de natation sur 400 mètres nage libre en 1948 (record de France), 1949, 1950 et 1952.
En avril 1948, elle bat le record de France du 200 m nage libre avec 2'39'' 4/10.
Pendant sa carrière sportive, elle évolue dans le club des Mouettes de Paris.  

### Autres activités
Colette Thomas est vendeuse dans un magasin de sport. 
Par la suite, elle est entraîneuse au Club Des Mouettes puis au Club des Dauphins à la piscine des Blagis de Bourg-la-Reine Sceaux. 